# 奧尼爾角
64°42′S 62°18′W / 64.700°S 62.300°W
奧尼爾角是南極洲的海岬，位於葛拉漢地的阿爾茨托夫斯基半島東部，處於佩爾森納島以西約3.7公里，以美國的製圖師命名。